# Ньянга
Ньянга (фр. Nyanga) — провинция на юге Габона. Административный центр — город Чибанга.

## География
Площадь составляет 21 285 км². Граничит на северо-западе с провинцией Огове-Маритим, на северо-востоке с провинцией Нгуни, на востоке и юге с Республикой Конго.
На западе провинция омывается Гвинейским заливом Атлантического океана. Через провинцию с востока на запад протекает река Ньянга, впадающая в Атлантический океан.

## Население
По данным на 2013 год численность населения составляет 52 854 человек.
Динамика численности населения провинции по годам:
| 1993   | 2013   |
| ------ | ------ |
| 39 430 | 52 854 |

## Департаменты
Провинция разделена на 6 департаментов.

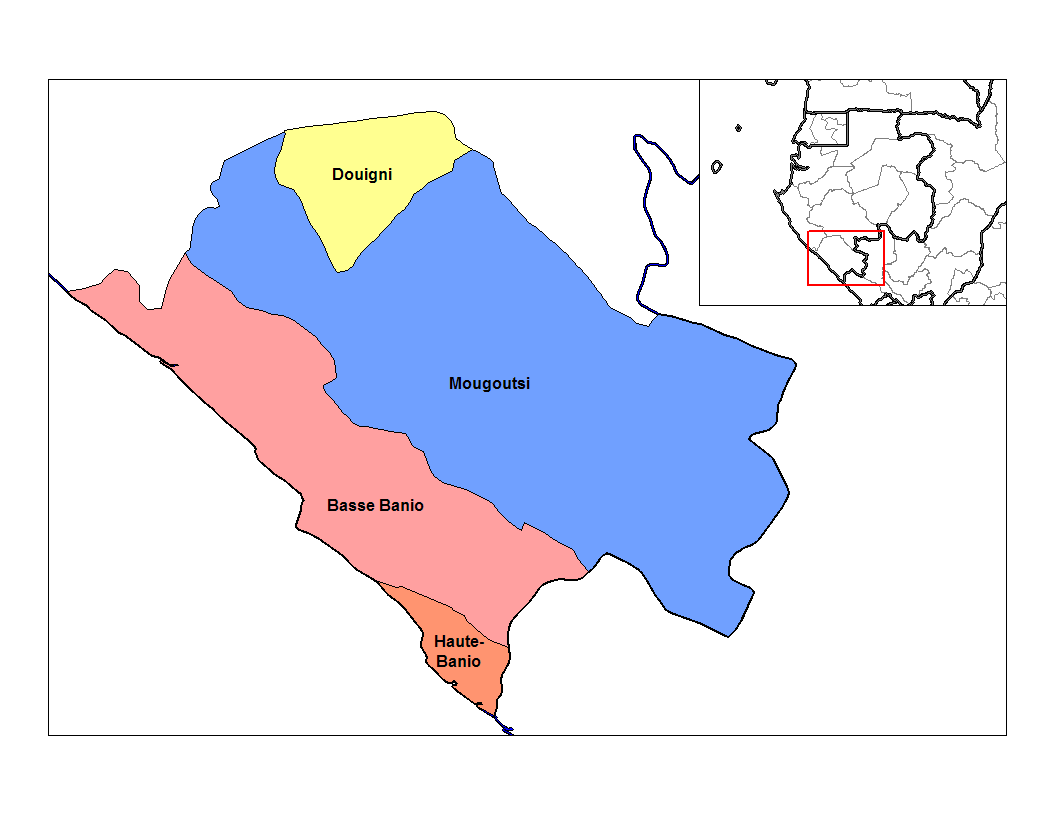
Департаменты Ньянги (старая версия).

- Нижнее Банио (адм. центр — Маюмба) (Basse-Banio)
- Дуиньи (адм. центр — Моаби) (Douigny)
- Дуцила (адм. центр — Мабанда) (Doutsila)
- Верхнее Банио (адм. центр — Ндинди) (Haute-Banio)
- Монго (адм. центр — Муленги-Бинза) (Mongo)
- Мугуци (адм. центр — Чибанга) (Mougoutsi)